# Сиенская пинакотека

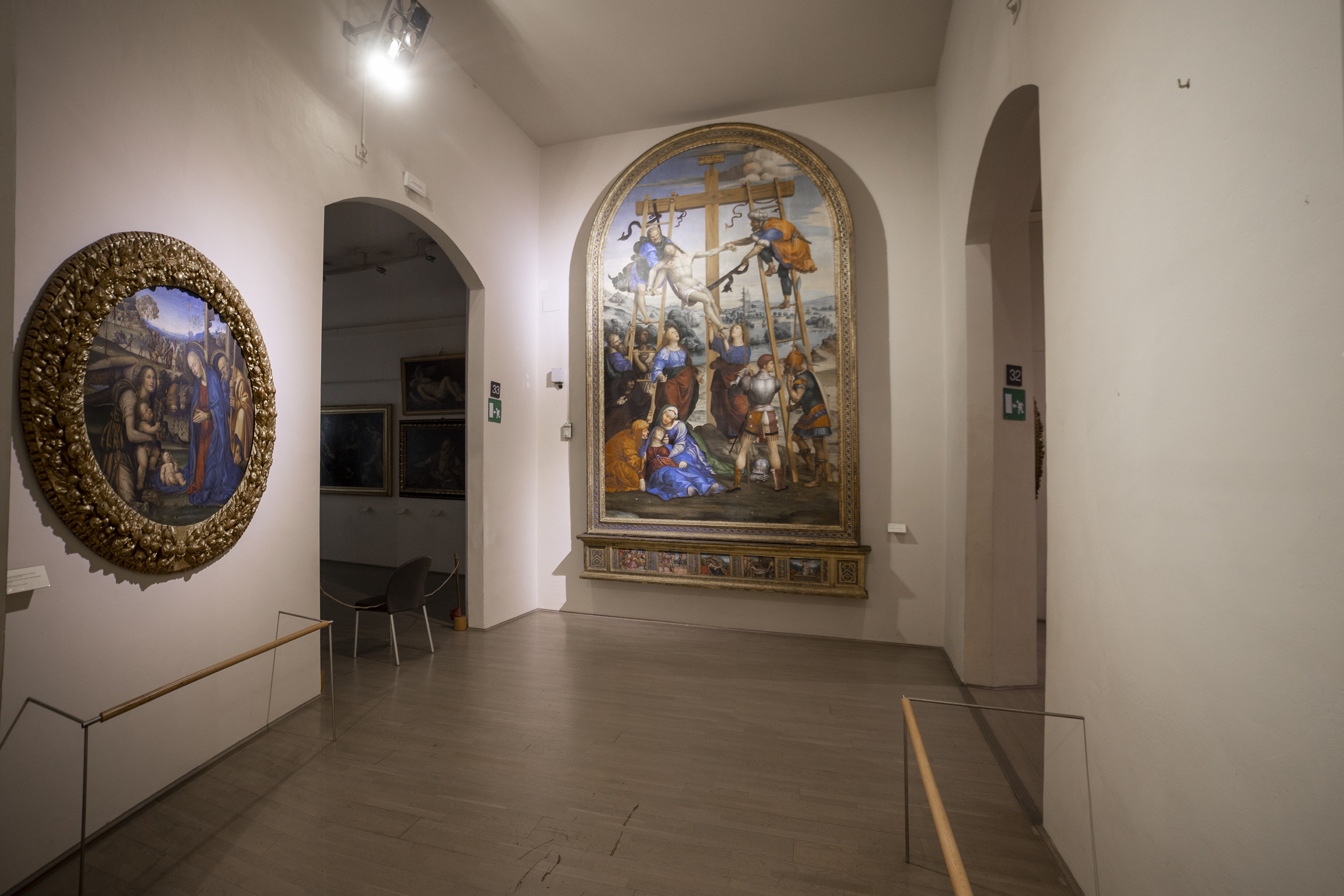
Зал № 32, работы Антонио Бацци, известного как Содома

Национальная пинакотека Сиены (итал. La Pinacoteca nazionale di Siena) — главный муниципальный художественный музей Сиены. В музее хранится фундаментальная коллекция произведений сиенской школы живописи с XIII по XVII века, а также картины, ранее находившиеся в Академии изящных искусств в Сиене. Пинакотека была открыта в 1932 году.

## История
Первоначальное ядро картинной галереи было сформировано ещё в XVIII веке за счёт коллекции картин аббатов Джузеппе Чаккери и Луиджи де Анджелиса, желавших сохранить самые старые произведения сиенского искусства, которые с подавлением монастырей и других религиозных институтов рисковали быть уничтоженными или реквизированными. Так, в частности, алтарные картины сиенских «примитивов», табернакли, большие полиптихи или отдельные панели составляли коллекцию Галереи Академии.
Коллекция продолжала расширяться в течение XIX века благодаря участию города; так, например, основная часть картин поступило в хранилище из церкви Санта-Мария-делла-Скала, а семья Пикколомини Спаннокки пожертвовала музею свою коллекцию.
В 1930 году коллекция перешла к государству. Пинакотека заняла площади дворца Бриджиди (XIV век) и дворца Буонсиньори (XV век) в центре Сиены.

## Экспозиция

### Первый этаж

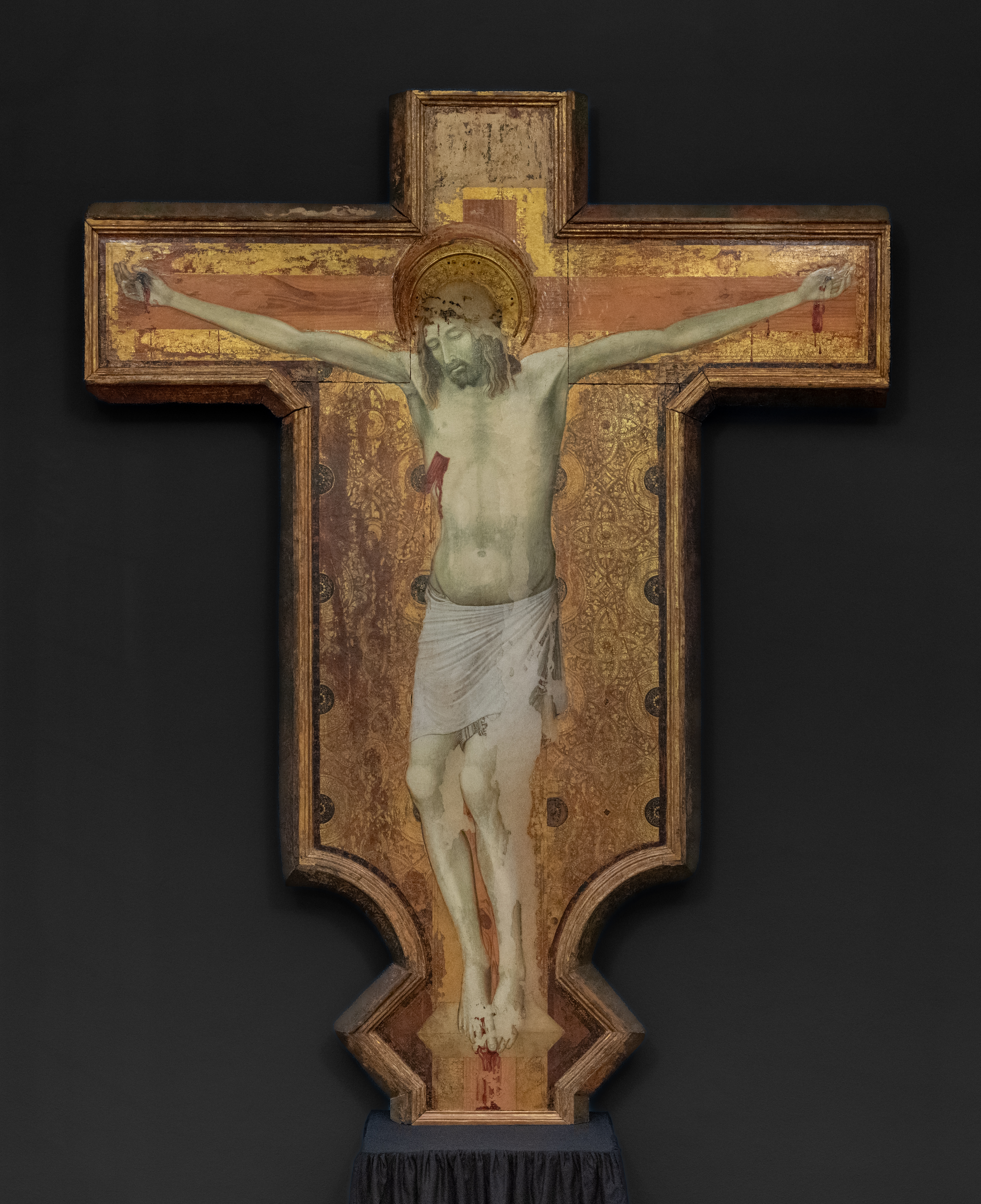
Амброджо Лоренцетти

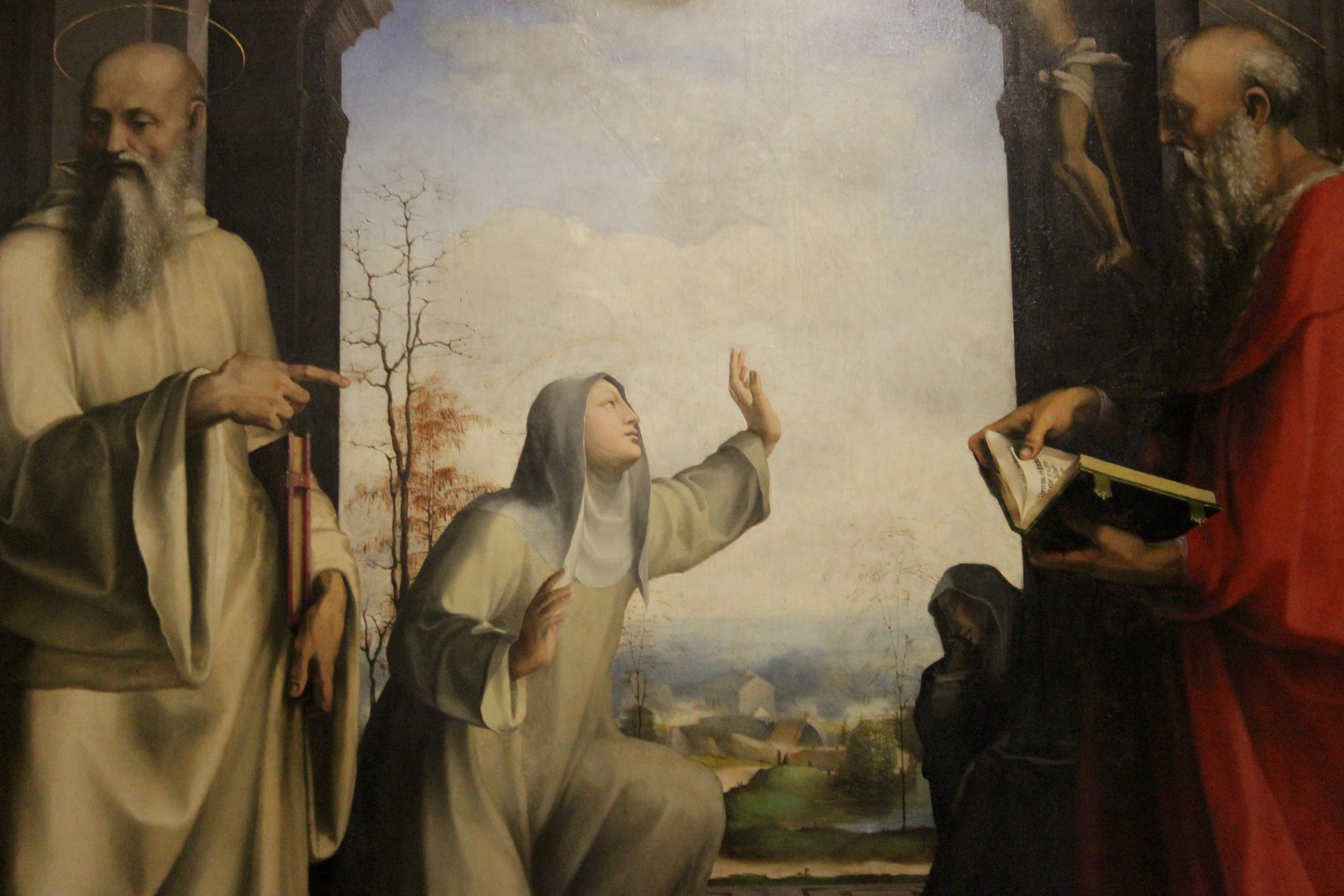
Доменико Беккафуми, Алтарь стигматов святой Екатерины Сиенской, ок. 1515

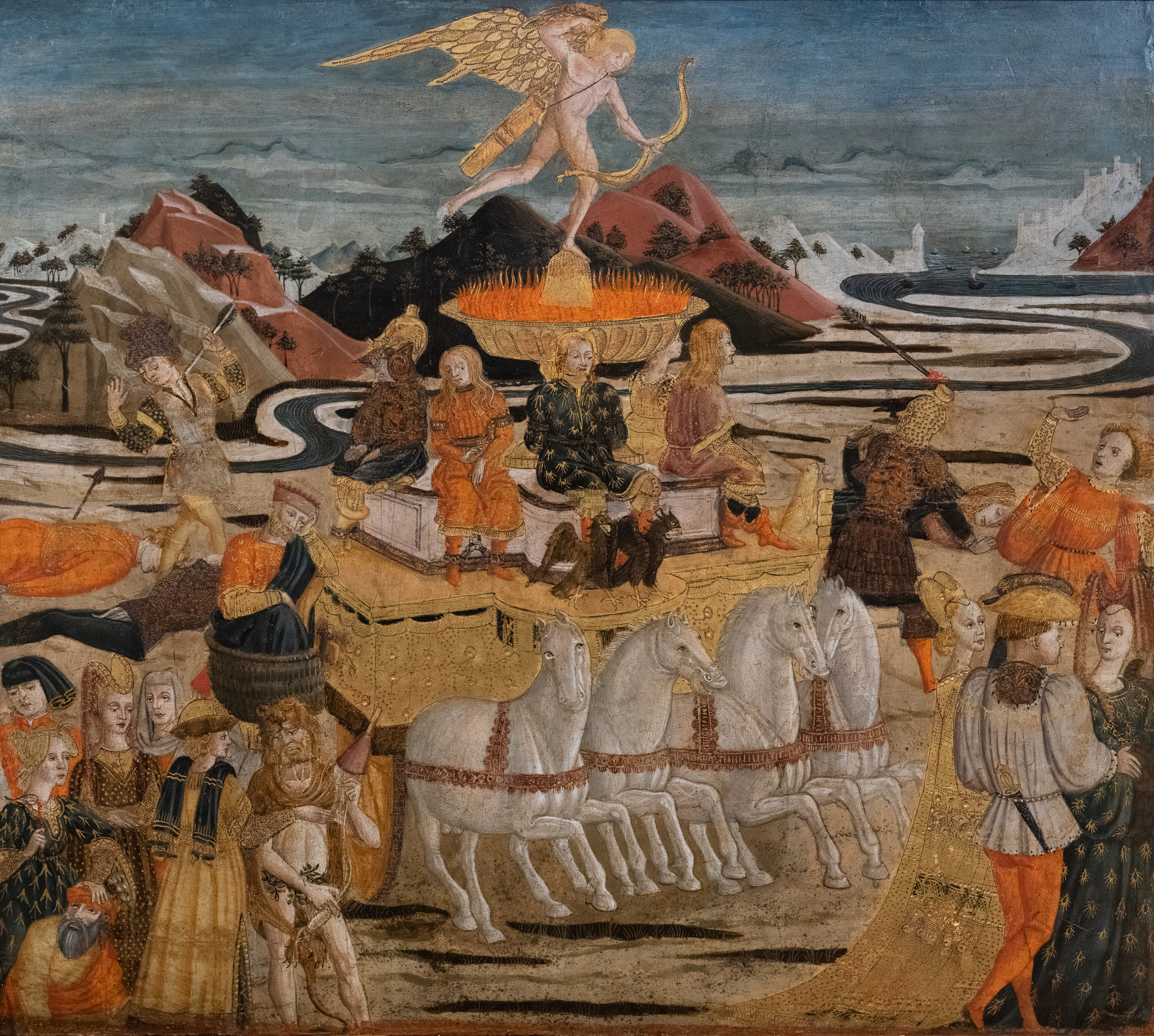
Скеджа, Триумф любви

На нижнем этаже выставляются работы сиенцев XVI и XVII веков. В большом зале № 23 показаны работы Пьетро ди Франческо дельи Ориоли («Вознесение Христа», «Посещение Девой Марией Елизаветы и святые», «Мадонна на троне между святыми Онофрио и Нартоломео»), Бернардино Фунгаи («Вознесение Девы Марии»), Джакомо Паккьяротти («Поклонение пастухов»), Джироламо Дженга (фрески из дворца Пандольфо Петруччи, «Бегство Энея из Трои» и «Спасение узников»).
Залы № 27-30 посвящены художникам Содоме («Юдифь», «Рождество Христа», «Христос у колонны») и Беккафуми (триптих «Троица», «Святая Екатерина Сиенская получает стигматы между святыми Бенедиктом и Иеронимом», «Рождество Девы Марии»). Среди последователей Беккафуми представлены Брешианино («Алтарь ди Монтеоливето», «Милосердие, Надежда и Крепость»), Марко Пино («Святое Семейство»), Джорджо ди Джованни («Мистическое обручение святой Екатерины Александрийской»). В зале № 30 есть рисунки Беккафуми для пола Сиенского собора. Зал № 31 завершает сиенскую школу XVI века работами Джироламо дель Паккья («Посещение Девой Марией Елизаветы»), зал № 32 также посвящена Содоме, зал № 37 подытоживает творчество Беккафуми «Падением мятежных ангелов» и «Сошествием Христа в лимб», объединёнными с современной скульптурой воскресшего Христа работы Лоренцо ди Мариано, который был учеником Беккафуми.
Зал № 26 представляет собой лоджию с видом на город, где размещены три фрагмента скульптур XV века, в том числе «Пророки» Агостино ди Джованни, «Чудеса блаженного Джоваккино Пикколомини» анонимного художника, «Христос в мандорле». В залах № 33-36 выставлены картины сиенцев и других художников XVII века, в том числе работы Рутилио Манетти («Чудо святого Элигия»), Франческо Ванни («Автопортрет», «Непорочное зачатие»), Алессандро Казолани («Мистическое обручение святой Екатерины Александрийской») и Винченцо Рустичи («Пьета»). В коридоре, выходящем во двор, выставлен портрет Елизаветы I Английской.

### Второй этаж

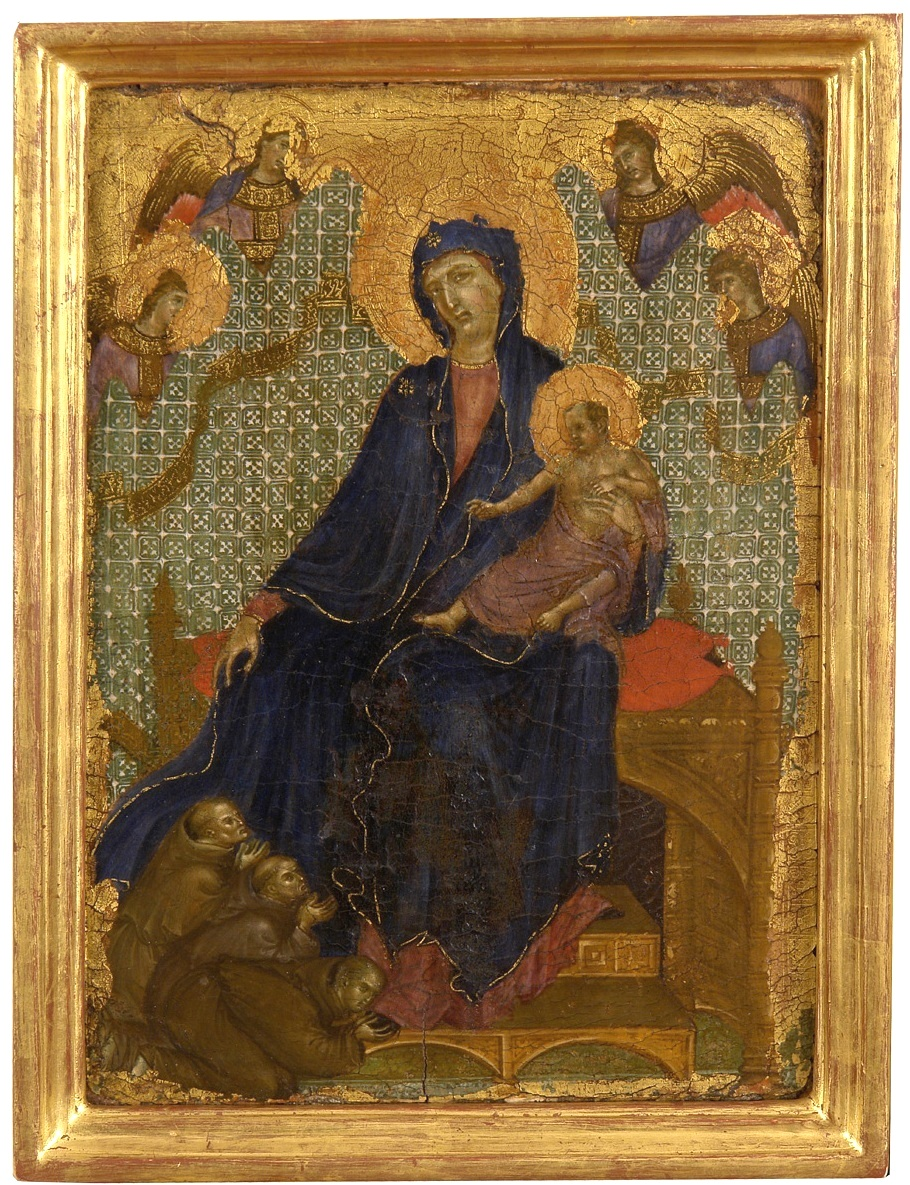
Дуччо ди Буонинсенья, Мадонна францисканцев

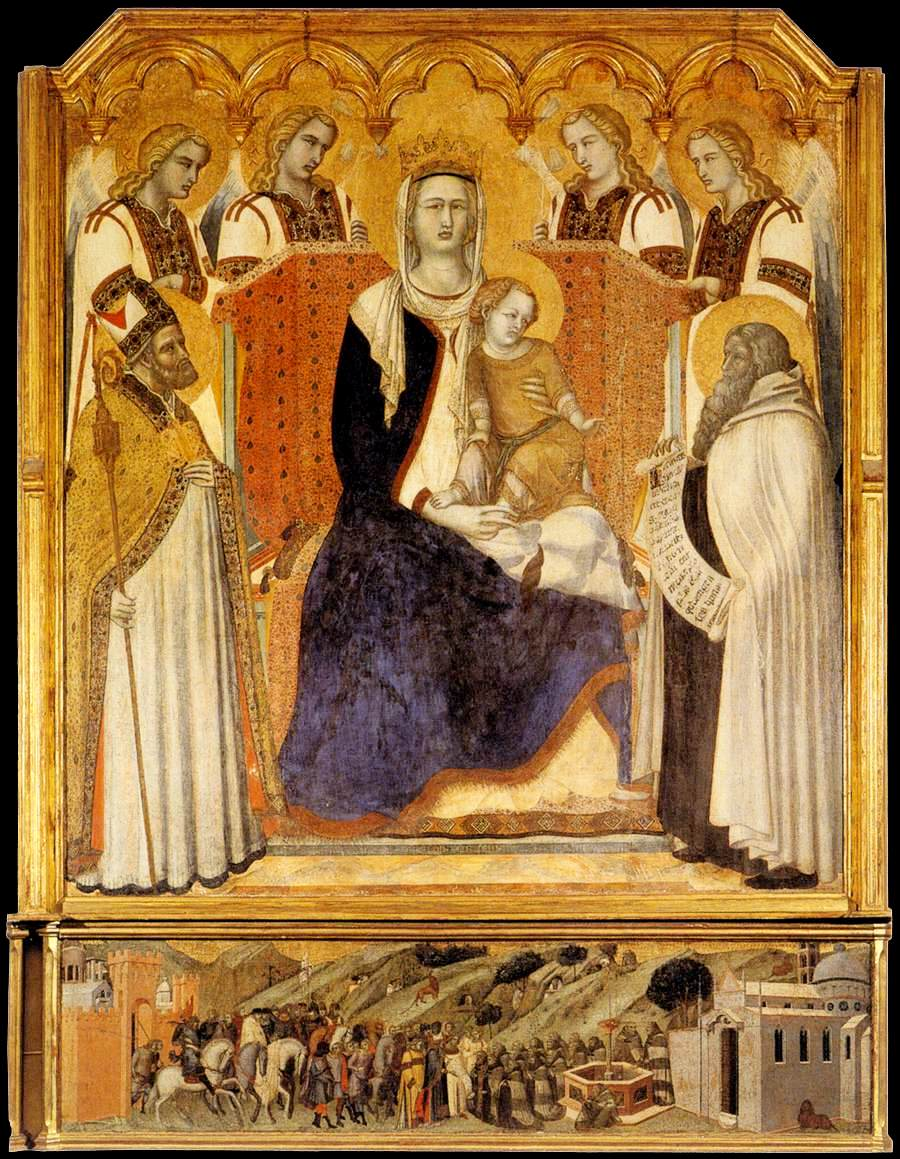
Пьетро Лоренцетти, Пала-дель-Кармине (1328—1329)

В залах № 1-2 представлены образцы живописи эпохи до появления готики, с конца XII до конца XIII века. В первом зале находится Распятие конца XII века из церкви Сан-Пьетро-ин-Виллоре и крест Санта-Кьяра начала XIII века. Там же находится датированное 1215 годом «Палиотто дель Сальваторе» работы мастера из Трессы, «Преображение» Доссаля Гвидо да Сиены и картина «Мадонна с Младенцем между двумя ангелами». В зале № 2 есть несколько работ Гвидо да Сиена и его последователей, а также диптих «Санта-Кьяра» работы Диетисальви ди Спеме.
В залах № 3-4 сгруппирован корпус произведений Дуччо ди Буонинсенья и его последователей, свидетельствующий об окончательном утверждении сиенской школы живописи. Есть также ранние работы Симоне Мартини.
Залы № 5-6 посвящены Симоне Мартини и его последователям: заслуживают внимания «Пала-дель-Беато-Агостино-Новелло» (около 1330), юная «Мадонна ди Вертине» и «Мадонна ди Лучиньяно». Мистическая свадьба Святой Екатерины Александрийской написана мастером Палаццо Венеция и Наддо Чеккарелли, тут же экспонируется полиптих Мадонны с Младенцем и святыми. Зал № 6 посвящен последователям Симона после чумы 1348 года: Лука ди Томме (полиптих Мадонны на троне с Младенцем и святыми), Никколо ди Сер Соццо (соавтор предыдущего полиптиха) и Бартоло ди Фреди («Поклонение волхвов») со сказочным видом на Сиену.
Большой зал № 7 завершает обзор сиенского искусства XIV века братьями Пьетро и Амброджо Лоренцетти, а также их последователями. Помещение дополнено работами художников, 
возродивших местную живописную традицию после исчезновения поколения начала XIV века: Паоло ди Джованни Феи («Рождество Девы Марии») и Бартоломео Булгарини («Мадонна на троне с Младенцем и ангелами»).
В залах № 8 и 9 представлены художники конца XIV и начала XVI веков, в том числе Андреа Ванни («Распятие», "Мадонна с Младенцем, восседающие на троне и предстоящие). Зал № 11 посвящен Таддео ди Бартоло («Распятие», «Благовещение», «Поклонением волхвов», «Поклонение пастухов», «Мученичество святых Космы и Дамиана») и Андреа ди Бартоло («Мадонна на престоле со святыми Филиппом и Иаковым», триптих «Рождество Христа и святые»).
Остальная часть этажа посвящена сиенскому искусству XV века. В комнатах № 12-13 представлены Джованни ди Паоло («Распятие», полиптих «Святой Николай», «Святой Иероним в своей келье», «Мадонна Умиление», полиптих «Сан-Гальгано», и произведения Сассетты.
В следующих залах выставлены произведения XV века: Франческо ди Джорджо («Благовещение Марии», «Благовещение», «Рождество со святым Бернардом»), Маттео ди Джованни («Мадонна с Младенцем и ангелами») и Нероччо ди Бартоломео (триптих «Мадонны с Младенцем между святыми Михаилом и Бернардино»). В зале № 15 выставлены «Поклонение пастухов» Андреа ди Никколо и роспись кассоне с «Триумфом Давида» Джироламо ди Бенвенуто. Среди крупных произведений — «Полиптих Джезуати» и полиптих «Святые Косма и Дамиан», среди малых — «Благовещение пастухам» и «Явление Мадонны Каллисто».
Зал № 19 предлагает коллекцию произведений сиенских художников XV века, например Веккьетта («Мадонна с Младенцем»), Франческо ди Джорджо («Коронование Девы Марии»), Бенвенуто ди Джованни («Вознесение Христа») и Джироламо ди Бенвенуто («Алтарь Мадонны Снежной»).

## Литература

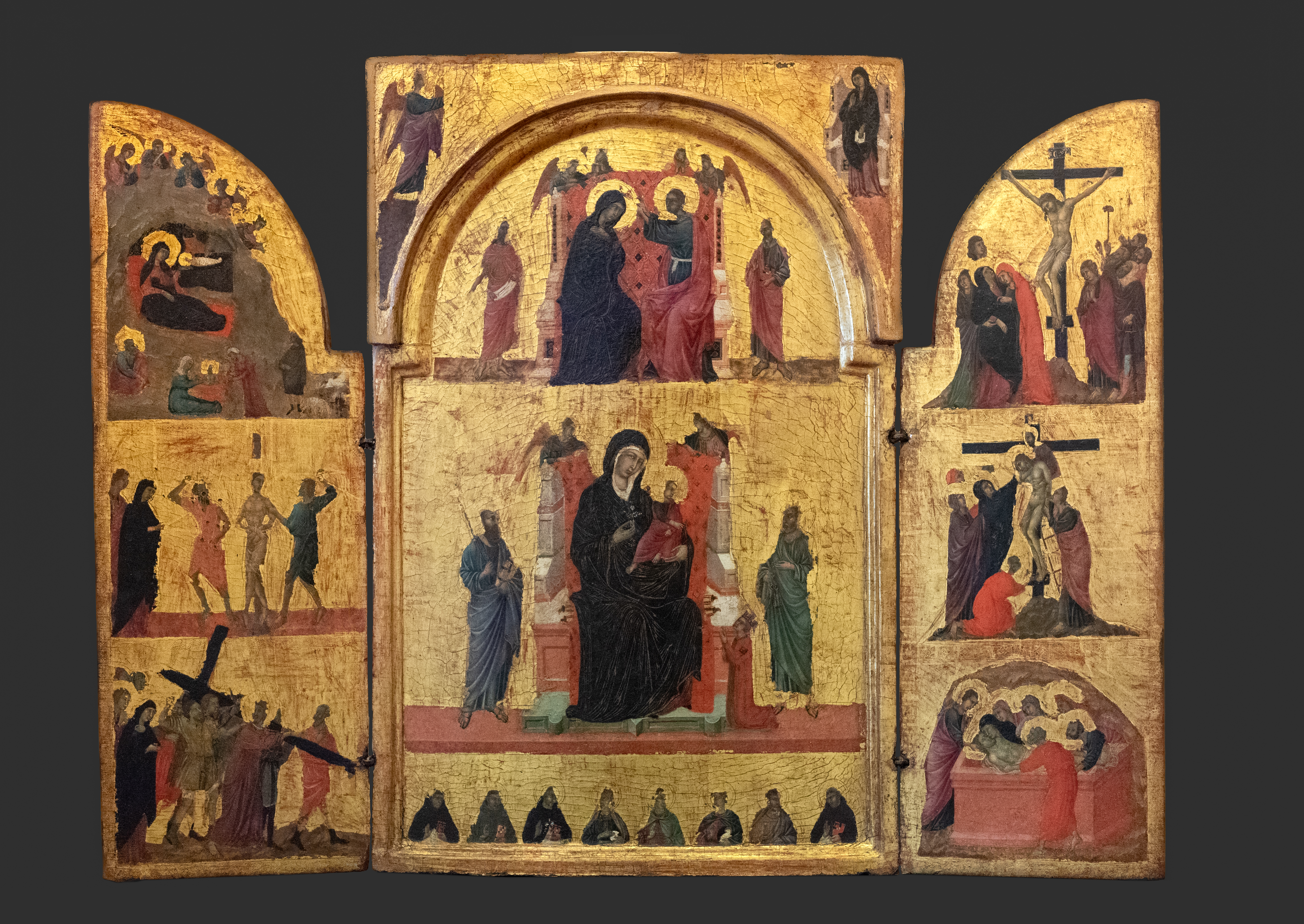
Дуччо, Мадонна с младенцем на троне, 1311—1313